# Ena Twigg
Pour les articles homonymes, voir Twigg.
Ena Twigg, née le 6 janvier 1914 dans le Kent et morte en 1984 est une médium britannique.

## Biographie
Elle épouse un soldat de la Royal Navy, Harry Twigg.
Ena devient une ministre d'une église spiritualiste  et a été la première spiritualiste à être interviewée à la télévision britannique.
D'après Ena, ses "capacités psychiques" apparurent à un âge précoce.
L'incident le plus médiatisé impliquant Ena est celui où elle aurait communiqué avec l'esprit de l'évêque Pike, un homme qui s'est suicidé en 1966. Ena a donné des informations concernant Pike et son fils James.
Bien qu'Ena affirme qu'elle ne savait rien sur les Pike avant l'incident, le magicien sceptique John Booth (en) avance qu'Ena détenait les informations avant l'incident. Ena aurait appartenu à la même dénomination que l’évêque Pike, et aurait appris les informations dans des journaux au moment de son suicide.